# Национальный молодёжный театр Республики Башкортостан имени Мустая Карима

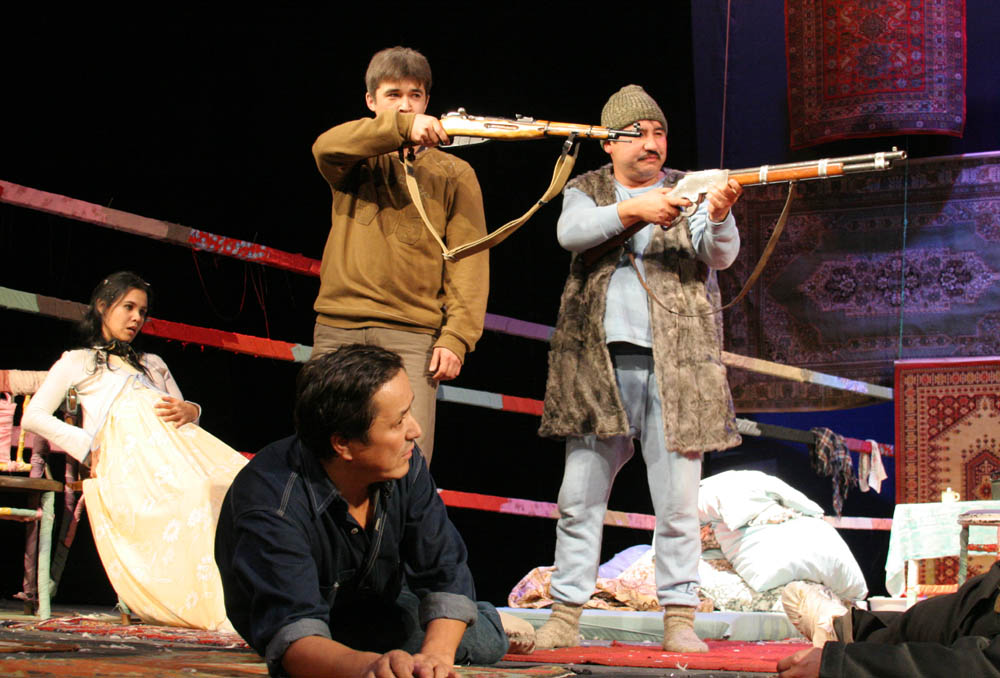
Сцена из спектакля «Лавина» Национального молодёжного театра имени Мустая Карима

Национальный молодёжный театр Республики Башкортостан имени Мустая Карима (НМТ РБ им. М. Карима) — театр в Уфе.

## История театра
Основан в 1989 году как республиканский ТЮЗ.
У истоков возрождения театра стоял Гилязев Габдулла Габдрахманович, заслуженный деятель искусств РФ, лауреат государственной премии РБ имени С. Юлаева, профессор, зав. кафедрой театрального мастерства Уфимского государственного института искусств.
С первых дней в театре работают две труппы: русская и башкирская.
Первый спектакль театра — детективная история П. Высоцкого, О. Колчинской «Кто украл трамвай?» (режиссёр Линар Ахметвалеев, 1990).
Первый сезон открылся спектаклем «Идукай и Мурадым» М. Бурангулова в 1991 году.
В 1995 году постановлением кабинета министров РБ переименован в Национальный молодёжный театр РБ.
В 1999 году театр открыл камерную сцену, ставшую площадкой для экспериментальной режиссуры, реализован проект «Классика на камерной сцене».
В 2002 году свой XIII театральный сезон Национальный молодёжный театр РБ им. Мустая Карима открыл в новом здании.
В январе 2006 года Указом Президента РБ театру присвоено имя народного поэта Башкортостана Мустая Карима.
При НМТ РБ им. М.Карима работают детские студии: Студия детского мюзикла под руководством заслуженной артистки РБ Гульшат Гайсиной и Детская театральная студия «Апельсин» под руководством заслуженной артистки РФ Людмила Воротниковой.
Артисты НМТ РБ им. Карима сотрудничают с телеканалами, активно снимаются в кино.
Театр участвовал во многих фестивалях:
- Международный фестиваль «Полёт Чайки» (Санкт-Петербург, 1995)
- 5-й Российский театральный фестиваль «Царь-сказка» (Великий Новгород, 1998)
- Международный фестиваль «Театр без границ» (Магнитогорск, 1999)
- Фестиваль театров для детей и молодежи «Реальный театр» (Екатеринбург, 1999)
- Международный фестиваль «Мир театра» (Астана, 2006)
- 2-й театральный фестиваль имени Ю. П. Киселева «От А до Я» (Саратов, 2008)
- Всероссийский фестиваль «Театр детства и юности — 21 век» Воронеж.
- Всероссийский фестиваль для детей и молодежи «Золотая репка», Самара.
- 4-й Международный фестиваль-конкурс «Золотой конек», Тюмень
- 3-й Международный фестиваль «Молодые театры России», Омск, 2004.
- Международный фестиваль тюркоязычных театров «Туганлык», Уфа и т. д.